# Bugojno
Bugojno város Bosznia-Hercegovinában, az Orbász folyó partján.

## Földrajz
A város a 250 km hosszú Orbász folyó partján, a  fővárostól, Szarajevótól 121 km-re fekszik, északnyugatra. Területe 361 km2. Átlagos tengerszint feletti magassága 570 m. Nagy részét erdő borítja. A hegyvidékes városhoz több magasabb csúcs is tartozik: a Stozer (1662 m), a Kalin (1530 m) és a Rudina (1385 m).

## Lakosság
A város nemzetiségi megoszlása egy 1991-es felmérés alapján 6878 ember bosnyáknak, 6836 horvátnak, 6809 szerbnek, 1449 jugoszlávnak (ekkor még létezett Jugoszlávia) vallotta magát. 667 ember nem kívánt nyilatkozni. Egy nemrégi felmérés alapján a lakosság 35 ezer fő körül mozog.

## Nevezetességek
- Ahmed szultán mecsetje a belvárosban
- Katolikus templom
- A hegytetők, amiken sípályákat is építettek

1. ↑  http://www.statistika.ba/?show=12&id=10197. (Hozzáférés: 2024. július 22.)